# Theo Aaldering
Theo Aaldering (* 10. Mai 1920 in Wattenscheid; † 22. März 1979 in Essen) war ein deutscher Gewichtheber.

## Leben und Karriere
Aaldering wuchs in Wattenscheid auf und kam, da er schon als Jugendlicher äußerst kräftig war, zum Gewichtheben. 1938 wurde er deutscher Jugendmeister im Schwergewicht. Auch bei den Aktiven machte er bald von sich reden. 1941 erzielte er schon 387,5 kg im olympischen Dreikampf. Dann wurde seine Karriere vom Krieg und der Nachkriegszeit unterbrochen. Um seine Familie ernähren zu können, ging Theo Aaldering 1949 für mehrere Jahre nach Fellbach.
1952 kehrte er nach Essen zurück und stellte den deutschen Rekord von Josef Manger im olympischen Dreikampf mit 437,5 kg ein. In diesem Jahr kämpfte er kurz vor den Olympischen Spielen 1952 in Helsinki in Essen gegen den mehrfachen amerikanischen Olympiasieger und Weltmeister John Davis. Der Kampf ging unentschieden 432,5 : 432,5 kg aus. Das Jahr 1952 brachte auch die größte Enttäuschung im Leben Aalderings. Denn kurz vor der Vergabe der Fahrkarten nach Helsinki wurde festgestellt, dass Aaldering als Sohn eines Niederländers und einer Deutschen nur die niederländische, nicht aber die deutsche Staatsangehörigkeit besaß. So ging Helsinki ohne ihn über die Bühne.
Inzwischen eingebürgert, gewann er dann bei den Europameisterschaften 1953 in Stockholm und 1955 in München im Schwergewicht jeweils die Silbermedaille. Theo Aalderings bestes "Kampfgewicht" betrug ca. 160 kg. Das beidarmige Drücken war seine Spezialdisziplin.
Für seine sportlichen Erfolge wurde er am 13. November 1955 mit dem Silbernen Lorbeerblatt ausgezeichnet.

## Internationale Erfolge
(WM = Weltmeisterschaft, EM = Europameisterschaft, S = Schwergewicht, damals über 90 kg Körpergewicht)
- 1953, 5. Platz, WM in Stockholm, EM-Wertung: 2. Platz, S mit 415 (150.0, 115.0, 150.0) kg;
- 1955, 4. Platz, WM in München, EM-Wertung: 2. Platz mit 420 (150.0, 120.0, 150.0) kg.

## Erfolge bei deutschen Meisterschaften
Theo Aaldering wurde deutscher Meister im Schwergewicht 1942, 1943, 1948, 1949, 1954, 1955, 1956, 1957 und 1960. Vizemeister wurde er 1950, 1951 und 1953 hinter Heinz Schattner, München, und 1958 hinter Fritz Hupfer, Nürnberg.

## Rekorde
Theo Aaldering verbesserte den deutschen Rekord im beidarmigen Drücken von Josef Manger mehrere Male auf zuletzt 155 kg.